# Valerina
Valerina är naturläkemedel mot sömnbesvär som saluförs av Pharbio Medical. I sortimentet finns Valerina Forte samt Valerina Natt.
Medlen är baserade på läkevänderot (Valeriana officinalis). Effekten mot insomningssvårigheter och sömnbesvär är testad i flera vetenskapliga studier med varierande resultat; i vissa studier syns en effekt, i andra är effekten densamma som vid placebo.

## Valerina Forte
Valerina Forte är ett naturläkemedel för användning vid lindrig oro och sömnrubbningar. Valerina Forte innehåller läkevänderot. 

## Valerina Natt
Valerina Natt är ett naturläkemedel som används vid lindrig oro och tillfälliga insomningsbesvär. De aktiva substanserna är läkevänderot, humle (Humulus lupulus) och citronmeliss (Melissa officinalis).